# Подвыездный
Подвыездный (Подъвыездный) — посёлок в Братском районе Иркутской области России. Входит в состав Зябинского сельского поселения. Находится севернее залива Зяба Братского водохранилища, примерно в 7 км к востоку от районного центра, города Братска, на высоте 439 метров над уровнем моря.
В посёлке расположена одноимённая станция Восточно-Сибирской железной дороги.

## Население
| 2002 | 2010 | 2011 | 2012 |
| ---- | ---- | ---- | ---- |
| 17   | ↘10  | →10  | →10  |

По данным Всероссийской переписи, в 2010 году численность населения посёлка составляла 10 человек (5 мужчин и 5 женщин).

## Улицы
Уличная сеть посёлка состоит из 1 улицы.